# André Bizette-Lindet

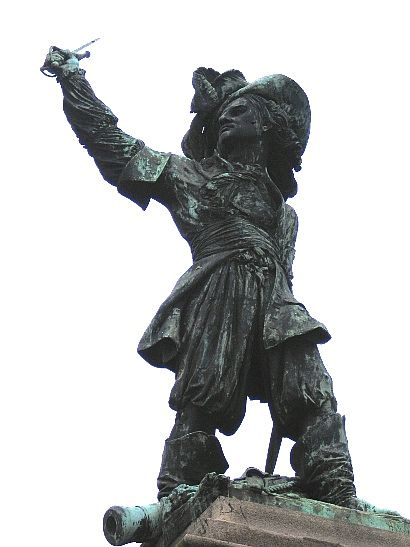
El homenaje a Jean Bart en Dunkerque.

André Bizette-Lindet, nacido en 1906 en Savenay y fallecido en 1998 en Sèvres es un escultor y medallista francés.

## Datos biográficos
Ganador del Premio de Roma de escultura con la obra Le lanceur de javelot , siendo alumno de la Escuela Nacional Superior de Bellas Artes de París.
En 1937 Andre Bizette reciboe el encargo del Estado francés para producir las puertas de bronce del Museo de Arte Moderno de París.
En 1938 participó en la decoración de la Embajada de Francia en Ottawa.
Representante oficial de Francia en el Pabellón francés en la Feria Internacional de Nueva York, 1939-1940 .
En la segunda parte de su carrera, se unirá al grupo de investigación que busca la articulación de la escultura en la arquitectura contemporánea.

## Obras
Su obra, tallada en una gran variedad de materiales (piedra arenisca, granito, bronce, cerámica ... , es en gran parte monumental.
También ha realizado pinturas, al óleo y acuarelas.
Entre las mejores y más conocidas obras de Wikström se incluyen las siguientes:
- Le lanceur de javelot   - lanzador de jabalina,, escultura en bulto redondo, yeso, en depósito de la Escuela Nacional Superior de Bellas Artes de París.[2]

- L'INSPIRATION ROMANE  -  La inspiración romana,  1930[4]

- Cuatro bases de piedra tallada: Dos personajes alados (incluyendo el águila de San Juan), dos Pegasos, preparados para la Catedral de Rouen[5]

- Tumba del Cardenal Georges Grente (1872-1959), Obispo de Mans (1918), en la Catedral de Mans. Hacia 1965. (Ver imagen)

- Busto en mármol de mujer.[6]

- Sirène  - sirena , bronce con pátina, firmado , Fundición Susse Frères, París.

### Encargos oficiales
Estos son algunos de los trabajos:
- El bajo relieve que cubre gran parte de la salle des séances en el Palais de l'Europe en Estrasburgo.
- Colaboró en la reconstrucción de Saint-Malo.
- Estatua del rey en la Catedral de Reims.
- Monumento a los australianos que murieron por Francia.
- Monumento a los mártires de la Resistencia en Lille, Chauny.
- El altar principal de la catedral.
- El homenaje a Jean Bart en Dunkerque.
- Decoración de un salón en el Palais de l'Élysée.